# Павленко, Сергей Алексеевич
Сергей Алексеевич Павленко (англ. Sergei Pavlenko, 26 октября 1953, Ленинград) — современный художник-портретист, в настоящее время работающий в Великобритании.

## Биография
Сергей Павленко закончил в Ленинграде Академию художеств им. Репина. Учился у народного художника СССР, президента Академии художеств СССР Б. С. Угарова и был номинирован на Золотую медаль. Через год художник был приглашён в качестве лектора в Школу искусств в Глазго. В 1989 году эмигрировал на Запад, где получил немедленное признание. Начал выставлять свои работы как в Англии, так и в США.
Художник живёт и работает в Лондоне, является гражданином Великобритании и России. Портрет Елизаветы II (2000 г.) его кисти, по её собственному утверждению, является самым любимым из всех 130 портретов, на которых она изображена. Эта картина стала пользоваться популярностью и даже была изображена на почтовой марке. Портрет писался в течение года, королева позировала на 6 сеансах. Павленко был выбран заказавшим портрет благотворительным фондом среди двухсот художников на конкурсной основе.
Недавно Павленко выиграл ещё один конкурс — на создание полотна «Королевская семья на выпускном параде в Военной академии» — первого семейного портрета с изображением леди Камиллы. Портрет представляет собой полотно размером 2,1 x 2,7 метра, на котором запечатлена сцена с выпускного парада принца Гарри, закончившего военную академию в Сандхёрсте весной прошлого года. В 2008 году Павленко написал портрет короля Иордании Абдуллы.
В 2004 году состоялась персональная выставка художника в посольстве Российской Федерации в Лондоне и в посольстве Великобритании в Москве.
Женат на художнице Татьяне Радько. У них растут сын и дочь.